# Baía Shark
A baía Shark localiza-se na Austrália Ocidental, Austrália, cerca de 800 km a norte de Perth. Foi-lhe dado esse nome por William Dampier, um dos primeiros europeus a visitar a Austrália, em 1699. Foi neste local que supostamente os europeus tiveram o primeiro contacto com a Austrália.
No ponto mais oeste da Austrália, a baía Shark, com as suas ilhas e o território ao seu redor tem características que lhe valeram o título de Património Mundial em 1991; um vasto "manto" de ervas marinhas, que são as maiores e mais ricas do mundo, ocupando 4800 km²; e os seus estromatólitos (uma rocha formada por tapete de limo produzido por micróbios no fundo de mares rasos e que estão entre os mais antigos indícios de vida na terra). A baía Shark é também o habitat de 5 espécies de mamíferos em perigo de extinção.